# Amenominakanushi
Amenominakanushi (jap. 天之御中主神 Amenominakanushinokami lub Ame-no-minaka-nushi-no-kami; Bóg Rządzący Centrum Niebios, Pan Świętego Środka Nieba, Pan Ogarniający Wszystko na Niebie) – japońskie bóstwo (kami) shintō. Występuje w kiki jako pierwszy byt powstały z pramaterii. Wraz z Takamimusubi i Kamimusubi należy do trójcy najstarszych bogów. Podobnie jak sześć kolejnych pokoleń bogów, mieli oni "ukryć swoje ciała" i nie pozostawili po sobie potomstwa, nie występują już także później w żadnych mitach.
Część teologów shintōistycznych uznawała i uznaje nadal Amenominakanushi za bóstwo jedyne, stwórcę i początek świata; wszystkie pozostałe bóstwa miałyby być jedynie jego manifestacjami. Teoria ta była szczególnie popularyzowana w okresie Meiji, gdzie Amenominakanushi jako pra-stwórca i pra-początek był eksponowany jako najważniejsze bóstwo wraz Takamimusubi, Kamimusubi i Amaterasu. Pogląd taki został odrzucony jednak przez wiele szkół i sekt shintō, część z nich uznała nawet, że Amenominakanushi nie jest rdzennym bóstwem japońskim, a jedynie zapożyczeniem z Chin.
Według nieco odmiennych interpretacji – w tym w Kojiki – Amenominakanushi, Takamimusubi i Kamimusubi są trójcą bogów (zōka-no sanshin), która pojawiła się na początku stworzenia nieba i ziemi oraz była podstawą narodzin i rozwoju wszechrzeczy. Wraz z innymi bogami, jak: Homusubi (bóstwem ognia), Wakamusubi (młodości), Ikumusubi (życia), Tarumusubi (obfitości) tworzą grupę bóstw/świętych duchów stworzenia i sił harmonii o wspólnej nazwie musubi lub musubi-no kami.     